# Valter Skarsgård
Valter Odd Skarsgård, född 25 oktober 1995 i Maria Magdalena församling i Stockholm, är en svensk skådespelare. Han är son till My och Stellan Skarsgård samt yngre bror till bland andra Alexander, Gustaf och Bill Skarsgård. Han har även två yngre halvbröder, Ossian och Kolbjörn Skarsgård.

## Filmografi i urval
| År        | Titel                           | Roll                     | Noteringar          |
| --------- | ------------------------------- | ------------------------ | ------------------- |
| 2003      | Detaljer                        | Daniel (ung)             |                     |
| 2003      | Att döda ett barn               | Barnet                   |                     |
| 2007      | Arn – Tempelriddaren            | Jon                      |                     |
| 2008      | Arn – Riket vid vägens slut     | Jon                      |                     |
| 2012      | Portkod 1321                    | Igor                     | TV-serie            |
| 2013      | IRL                             | Elias                    |                     |
| 2014      | Vikingakvinnor                  | Thorulf                  |                     |
| 2016      | Siv sover vilse                 | Cerisias bror Elme       |                     |
| 2016–2018 | Svartsjön                       | Lippi                    |                     |
| 2017      | Småstaden                       | Timpa                    |                     |
| 2018      | Innan vintern kommer            | Soldat                   |                     |
| 2018      | Funhouse                        | Kasper Nordin            |                     |
| 2020      | Morden i Sandhamn               | Micke                    |                     |
| 2020      | Don't Click                     | Josh                     |                     |
| 2021      | Katla                           | Björn                    |                     |
| 2021      | Zebrarummet                     | Hugo                     |                     |
| 2021      | Beck – Ett nytt liv             | Vilhelm Beck             |                     |
| 2022      | Beck – Rage Room                | Vilhelm Beck             |                     |
| 2022      | Beck – 58 minuter               | Vilhelm Beck             |                     |
| 2022      | Beck – Den gråtande polisen     | Vilhelm Beck             |                     |
| 2022      | The Playlist                    | Peter Sunde              |                     |
| 2022      | Julstormen                      | Henrik - bagageutlämnare | TV-serie på Netflix |
| 2022      | Beck – Dödsfällan               | Vilhelm Beck             |                     |
| 2023      | Beck – Quid Pro Quo             | Vilhelm Beck             |                     |
| 2023      | Beck – Dödläge                  | Vilhelm Beck             |                     |
| 2023      | Börje – The Journey of a Legend | Börje Salming            | TV-serie            |
| 2024      | Sthlm Blackout                  | Albin Olsson             |                     |
| 2024      | Beck – Vilhelm                  | Vilhelm Beck             |                     |
| 2025      | Beck – Den osynlige mannen      | Vilhelm Beck             |                     |
| 2025      | Beck – Ur askan                 | Vilhelm Beck             |                     |